# Derbent
Derbent (ryska: Дербент) är en stad belägen vid Kaspiska havet, i delrepubliken Dagestan i norra Kaukasien, i sydvästra Ryssland. Den är den tredje största staden i delrepubliken och folkmängden uppgår till cirka 120 000 invånare. 
Här tillverkas derbentmattor och år 2003 blev Derbent ett av Unescos världsarv i Ryssland.

## Bilder

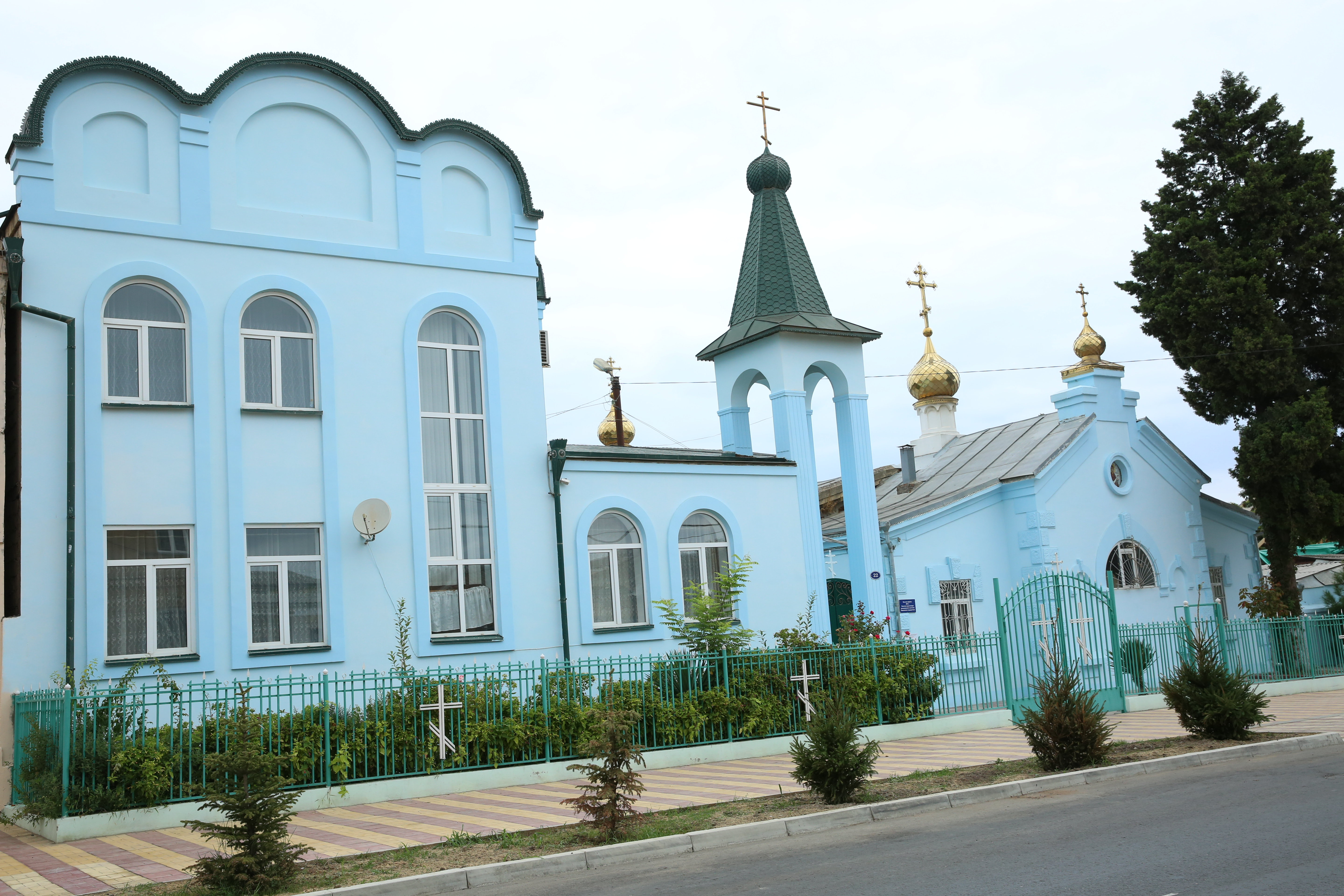
Guds Allraheligaste Moders förböns kyrka i Derbent.